# Gustl Stark
 Gustl Stark (* 31. Mai 1917 in Mainz; † 18. Februar 2009 ebenda) war ein deutscher Maler und Graphiker. Er war ein Vertreter der klassischen Moderne und widmete sich als erster Maler in Mainz der abstrakten Kunst.

## Leben und Werk
Gustl Stark wurde 1917 in Mainz als Sohn eines Holzbildhauers geboren. Nach einer Lehre als Dekorationsmaler besuchte er von 1936 bis 1937 die Staatsschule für Kunst und Handwerk in Mainz. Er setzte nach Militär- und Kriegszeit und schwerer Verwundung (Verlust des rechten Armes) von 1943 bis 1944 sein Studium an der Mal- und Zeichenschule Würzburg und von 1944 bis 1948 an der Akademie der bildenden Künste in Nürnberg fort. Seit 1949 lebte er als freischaffender Künstler wieder in Mainz. Hier gehörte er schon bald zu den Künstlern, die nach der Erfahrung der Nazi-Diktatur mit neuer Frische und Lebendigkeit den Anschluss an die internationale, moderne Kunstentwicklung suchten. Viele öffentliche Aufträge, Einzel- und Gruppenausstellungen, Arbeiten in öffentlichen und privaten Sammlungen in Europa, USA und Kanada haben ihn bekannt gemacht. Von 1963 bis 1970 übte er eine Lehrtätigkeit am Staatlichen Hochschulinstitut für Kunst- und Werkerziehung Mainz aus. Von 1970 bis 1975 hatte er einen Lehrauftrag an der Johannes Gutenberg-Universität Mainz. Er starb 2009 in seiner Vaterstadt Mainz.
Die Anfänge seiner Kunst stehen im Zusammenhang gegenständlicher Absichten und der Tradition des Spätexpressionismus. Dabei wird früh sein Streben nach einer geometrischen Objektivierung der expressiven Inhalte deutlich. Ab 1950 lehnte er das äußere Erscheinungsbild der Wirklichkeit als Grundlage seiner Kunst ab. Es entstanden monumental gestaltete Bilder, auf denen ganz in der Tradition der tektonischen Abstraktion Flächen und raumgreifende Balken gegeneinander gesetzt sind. In der Folge verdichten sich die graphischen Elemente, konzentrieren sich die Kompositionen auf vertikale und horizontale Ordnungen. Um 1960 benutzte Stark Metallkämme, um die Farben aufzutragen und sie zu verteilen. Strukturen, reliefartig zu ertasten, überlagern sich und erzeugen virtuelle Bildräume von sensibler Durchsichtigkeit. Von den Kammbildern war es dann nur noch ein Schritt zu der graphischen Technik, die Gustl Stark berühmt gemacht hat und der er sich ab 1962 fast ausschließlich widmete: dem farbigen Prägetiefdruck.
Die Druckplatte entsteht bei dieser graphischen Technik nicht durch Entfernen von Material, sondern durch Aufspachteln einer Kunstharzmasse auf eine Hartfaserplatte. Mit verschiedenen Spachtelwerkzeugen wird die Masse zum Flachrelief gestaltet und anschließend eingefärbt und auf angefeuchteten Kupferdruckkarton gedruckt. Das Papier selbst wurde in den Gestaltungsvorgang einbezogen. Es ist gepresst, verformt und in eine reliefhafte Gliederung gebracht. Dabei entwickelte Stark eine stupende Phantasie und formale Begabung, die es ihm gestattete, mit einem relativ kleinen Repertoire von Formelementen eine unabsehbare Fülle von Gestaltungselementen zu entwickeln. Seine Prägetiefdrucke zählen zu den innovativsten und herausragenden Leistungen der deutschen Druckgraphik nach 1945.

## Preise
Gustl Starks Schaffen wurde mit vielen Preisen ausgezeichnet, u. a.:
- 1959 Förderpreise des Landes Rheinland-Pfalz
- 1962 Kunstpreis für Malerei der Stadt Mainz
- 1969 Silbermedaille »Grand Prix de New York«
- 1970 Silbermedaille »7ème Grand Prix de Paques«, Nizza
- 1976 Grafikpreis »X. Gran Roconocimiento International« Museo de Arte Contemporaneo de Bogota, Kolumbien
- 1984 Staatspreis des Landes Rheinland-Pfalz
- 1987 Gutenberg-Büste der Stadt Mainz
- 1997 Gaab-Teller der Stadt Mainz
- 2003 Gutenbergplakette der Stadt Mainz